# أماندا فورسبرغ
أماندا فورسبرغ (بالسويدية: Amanda Forsberg)‏ هي راقصة باليه سويدية، (ولدت في ستوكهولم في السويد 1846  م).